# Râul Valea Lacului, Turcu
Râul Valea Lacului este unul din brațele care formează râului Moieciul Cald. 

## Hărți
- Harta județului Brașov